# Лете
Лете (фр. île de Lété) — річковий острів в річищі Нігеру. Острів завдовжки 16 км, завширшки 4 км; загальна площа складає 40 км². Острів належить Нігеру й адміністративно відноситься до муніципалітету Танда, департаменту Гая. Найближче велике поселення — нігерське місто Гая (фр. Gaya) за 40 км на південний схід. Острів вкритий соковитими заплавними луками, що приваблюють місцевих скотарів народу фульбе в посушливий сезон. Офіційно на острові проживає 1,28 тис. осіб, що об'єднані в 164 домогосподарства.

## Територіальна суперечка
Разом з іншими дрібними островами на річці, острів Лете довгий час був об'єктом територіальної суперечки між Нігером і Беніном. Війна за кордон розпочалася 1963 року, коли до влади в Беніні прийшли військові, які надіслали військові підрозділи на кордон і закрили для вивозу нігерського арахісу власний порт Котону. 1965 року за посередництва президента Кот-д'Івуару, Фелікса Уфуе-Буаньї острів визнали спільною власністю двох державв. На початку 1990-х років, спільна комісія з делімітації кордону спробувала вирішити питання, але сторони не змогли досягти згоди. У XXI столітті суперечка була вирішена мирним шляхом, через Міжнародний суд. У 2001 році обидві країни передали справу до суду, який 12 липня 2005 року виніс рішення на користь Нігеру. Нігеру відійшов острів Лете і ще 15 інших невеличких островів в річищі Нігеру загальною площею 60 км².